# Kei Mitsuuchi
 (mai 2019).
Kei Mitsuuchi né à Kochi le 19 décembre 1948 et mort à Boulogne-Billancourt le 25 mars 2011, est un peintre et illustrateur japonais.

## Biographie
Kei Mitsuuchi est né en 1948 à Kochi au Japon. En 1969, il s'installe à Paris où il est élève aux Beaux-Arts dans l'atelier de Roger Chapelain-Midy de 1973 à 1976. Il est remarqué par Jean Leroy, qui l'expose dans sa galerie.
Ses œuvres sont sélectionnées pour l'exposition Dessins d'expression figurative organisée par Jean Clair au musée national d'Art moderne en 1981 à Paris.
Il travaille essentiellement sur papier, réalisant des dessins et gravures[réf. nécessaire].
Il est fasciné par les autoportraits et intègre son image dans les grands mythes occidentaux (Persée et la Gorgone, Salomé et saint Jean Baptiste…)
Kei Mitsuuchi effectue également des illustrations, notamment pour les œuvres de Jules Barbey d’Aurevilly.
Entre 1981 et 1984, à la demande de Giovanni Testori, il exécute une série de peintures et dessins illustrant le cycle de la Crucifixion exposée à la Basilica di San Carlo al Corso à Milan (localisation actuelle inconnue).
Kei Mitsuuchi meurt à Paris dans le dénuement le plus absolu en 2011, dans son atelier de la rue Dauphine, qui lui servait aussi de logis, où ne subsistait plus qu’un chevalet comme seul meuble.
La vente de son atelier eut lieu le 27 avril 2012 à l'hôtel Drouot à Paris par l'étude Audap et Mirabaud.
L'œuvre de Kei Mitsuuchi est présentée en permanence par les galeries Albert Loeb et Berggruen et à la galerie Fred Lanzenberg à Bruxelles.

## Œuvres dans les collections publiques
- Paris, musée national d'Art moderne[4].

## Expositions
- 1979 : galerie Jean Leroy, Paris.
- 1981 : Dessins d'expression figurative, organisée par Jean Clair, musée national d'Art moderne, Paris.
- De décembre 1984 à janvier 1985 : galerie Albert Loeb, Paris.
- 1985 : Basilica di San Carlo al Corso, Milan.
- 1985 : galerie Albert Loeb, Paris.
- 1985-86 : Autoportraits contemporains, Musée-Galerie de la Seita, Paris.
- 1986 : galerie Fred Lanzenberg, Bruxelles.
- 1988 : FIAC 88, galerie Fred Lanzenberg, Paris.
- 1989 : Hommage à Barbey d'Aurevilly, bibliothèque historique de la Ville de Paris.
- 1990 : exposition de 50 dessins à la galerie Berggruen.
- 2010 : Au pied de la croix, galerie La compagnia del Designo, Milan.

## Publications
- Ai piedi della croce, Milan, éd. Giovanni Testori, 1985.